# Olympische Sommerspiele 2008/Teilnehmer (Venezuela)
| Gelbes Symbol für Goldmedaillen mit stilisierten Olympischen Ringen | Graues Symbol für Silbermedaillen mit stilisierten Olympischen Ringen | Braundes Symbol für Bronzemedaillen mit stilisierten Olympischen Ringen |
| ------------------------------------------------------------------- | --------------------------------------------------------------------- | ----------------------------------------------------------------------- |
| —                                                                   | —                                                                     | 1                                                                       |

Venezuela nahm bei den Olympischen Spielen 2008 in Peking zum 16. Mal an Olympischen Sommerspielen teil. Die venezolanische Delegation bestand aus 108 Sportlern, 51 Athletinnen und 57 Athleten, die größten Gruppen bildeten dabei die Volleyballteams der Männer und Frauen sowie das Softballteam. In den Individualsportarten stellten die Schwimmer mit 13 Teilnehmern das größte Kontingent. Dalia Contreras gewann die einzige Medaille, die elfte in der Olympischen Geschichte Venezuelas.
Fahnenträgerin bei der Eröffnungsfeier war die Softballspielerin María Soto.

## Medaillengewinner

### Bronze
| Name            | Sportart  | Wettkampf    |
| --------------- | --------- | ------------ |
| Dalia Contreras | Taekwondo | Frauen 49 kg |

## Bogenschießen
| Disziplin | Männer | Frauen       |
| --------- | ------ | ------------ |
| Einzel    |        | Leydis Brito |

## Boxen
| Disziplin                       | Männer                |
| ------------------------------- | --------------------- |
| Halbfliegengewicht (bis 48 kg)  | Eduard Bermúdez       |
| Bantamgewicht (bis 54 kg)       | Héctor Manzanilla     |
| Federgewicht (bis 57 kg)        | Jonny Sánchez         |
| Mittelgewicht (bis 75 kg)       | Alfonso Blanco        |
| Halbschwergewicht (bis 81 kg)   | Luis Alberto González |
| Superschwergewicht (über 91 kg) | José Payares          |

## Fechten
| Disziplin      | Männer                                                           | Frauen                 |
| -------------- | ---------------------------------------------------------------- | ---------------------- |
| Einzel Degen   | Silvio Fernández Rubén Limardo Wolfgang Mejías                   | María Martínez         |
| Einzel Säbel   | Carlos Bravo                                                     | Alejandra Benítez      |
| Einzel Florett |                                                                  | Mariana González Parra |
| Team Degen     | Silvio Fernández Francisco Limardo Rubén Limardo Wolfgang Mejías |                        |

## Gewichtheben
| Disziplin | Männer                      | Frauen            |
| --------- | --------------------------- | ----------------- |
| bis 53 kg |                             | Judith Chacón     |
| bis 63 kg |                             | Solenny Villasmil |
| bis 69 kg | Israel José Rubio           | Iriner Jiménez    |
| bis 77 kg | José Ocando, Octavio Mejías |                   |
| bis 85 kg | Herbys Márquez              |                   |

## Judo
| Disziplin  | Männer                | Frauen         |
| ---------- | --------------------- | -------------- |
| bis 52 kg  |                       | Flor Velásquez |
| bis 60 kg  | Javier Guédez         |                |
| bis 63 kg  |                       | Isis Barreto   |
| bis 66 kg  | Ludwig Ortíz          |                |
| bis 73 kg  | Richard León          |                |
| bis 90 kg  | José Gregorio Camacho |                |
| bis 100 kg | Albenis Rosales       |                |

## Kanu
| Disziplin | Männer                                | Frauen           |
| --------- | ------------------------------------- | ---------------- |
| K-2 500 m | Gabriel Rodríguez José Giovanni Ramos |                  |
| K-1 500 m |                                       | Zulmarys Sánchez |

## Leichtathletik
| Disziplin      | Männer            | Frauen         |
| -------------- | ----------------- | -------------- |
| 200-Meter-Lauf | José Acevedo      |                |
| 800-Meter-Lauf | Eduard Villanueva |                |
| Marathonlauf   | Luis Fonseca      |                |
| Speerwurf      |                   | María González |

## Radsport
| Disziplin     | Männer                  | Frauen                                     |
| ------------- | ----------------------- | ------------------------------------------ |
| BMX           | Jonathan Suárez         |                                            |
| Straßenrennen | Jackson Rodríguez (30.) | Danielys García (54.) Angie González (57.) |

## Reiten
| Disziplin    | Männer        |
| ------------ | ------------- |
| Springreiten | Pablo Barrios |

## Ringen
| Disziplin | Männer       | Frauen         |
| --------- | ------------ | -------------- |
| bis 48 kg |              | Mayelis Caripá |
| bis 55 kg |              | Marcia Andrade |
| bis 96 kg | Luis Vivenes |                |

## Rudern
- Dhison Hernández

## Schießen
| Disziplin                      | Frauen         |
| ------------------------------ | -------------- |
| Luftgewehr; Kleinkalibergewehr | Diliana Méndez |

## Schwimmen
| Disziplin               | Männer                         | Männer         |
| ----------------------- | ------------------------------ | -------------- |
| 50 Meter Freistil       | Jonathan Camacho               | Arlene Semeco  |
| 100 Meter Freistil      | Albert Subirats                | Arlene Semeco  |
| 200 Meter Freistil      | Crox Acuña                     |                |
| 400 Meter Freistil      | Daniele Tirabassi              | Yanel Pinto    |
| 800 Meter Freistil      |                                | Andreina Pinto |
| 1500 Meter Freistil     | Ricardo Monasterio             |                |
| 100 Meter Schmetterling | Octavio Alesi, Albert Subirats |                |
| 200 Meter Schmetterling | Alexis Márquez                 |                |
| 200 Meter Brust         | Leopoldo Andara                |                |
| 100 Meter Rücken        |                                | Erin Volcán    |
| 200 Meter Rücken        |                                | Erin Volcán    |
| 200 Meter Lagen         | Leopoldo Andara                |                |
| 10 Kilometer            | Erwin Maldonado                | Andreina Pinto |

## Wasserspringen
| Disziplin | Männer       |
| --------- | ------------ |
| 3 m       | Ramón Fumadó |

## Segeln
| Disziplin | Männer        |
| --------- | ------------- |
| Surfen    | Carlos Flores |
| Laser     | José Ruíz     |
| Finn      | Jhonny Bilbao |

## Softball
Yurubi Alicart, Mariangee Bogado, Marianella Castellanos, Zuleyma Cirimele, Denisse Fuenmayor, Johana Gómez, Bheiglys Mujica, Yusmari Pérez, Jineth Pimentel, Geraldine Puertas, Maribel Riera, Mayles Rodríguez, Rubilena Rojas, Yaciey Sojo, María Soto

## Taekwondo
| Disziplin  | Männer         | Frauen                    |
| ---------- | -------------- | ------------------------- |
| bis 49 kg  |                | Dalia Contreras (Bronze ) |
| über 67 kg |                | Adriana Carmona           |
| bis 80 kg  | Carlos Vásquez |                           |
| über 80 kg | Juan Díaz      |                           |

## Tennis
- Milagros Sequera

## Tischtennis
- Fabiola Ramos

## Turnen
| Disziplin | Männer            | Frauen        |
| --------- | ----------------- | ------------- |
| Einzel    | Jose Luis Fuentes | Jessica Lopez |

## Volleyball

### Männerteam
Juan Carlos Blanco, Freddy Cedeño, Luis Díaz, Ernardo Gómez, Carlos Luna, Iván Márquez, Ronald Méndez, Andy Rojas, Joel Silva, Carlos Tejeda, Rodman Valera

### Frauenteam
Roslandy Acosta, Jayce Andrade, Aleoscar Blanco, Shirley Florian, Genesis Franchesco, Desiree Glod, Yessica Paz, María José Pérez, Geraldine Quijada, María Valero, Amarylis Villar